# Леяскалне, Ольга Андреевна
Ольга Андреевна Ле́яска́лне (по мужу — Ли́кума; 1904—1980) — латвийская и советская актриса, лауреат Сталинской премии (1950), народная артистка Латвийской ССР (1954).

## Биография
Родилась 12 ноября 1904 года. В 1920—1923 годах училась на драматических курсах Зелтматиса. С 1924 года — актриса Художественного театра (Рига), затем Валмиерского драматического театра. В 1926 году была принята в труппу Латвийского национального театра. Проявила себя яркой характерной актрисой.

## Творчество

### Роли в театре
- 1945 — «День чудесных обманов» Р. Б. Шеридана — Дуэнья
- 1946 — «Купальщица Сусанна» А. М. Упита — госпожа Бауман
- 1948 — «Таланты и поклонники» А. Н. Островского — Смельская
- 1949 — «Сын рыбака» В. Т. Лациса — Ольга
- 1950 — «Земля зелёная» А. М. Упита — Лизбетта Бривинь; «Времена землемеров» Каудзите — Олиниха
- 1952 — «Канун грозы» П. Г. Маляревского — Пелагея
- 1953 — «Злой дух» Р. М. Блауманиса — Анна
- 1961 — «Хозяин» И. В. Соболева — Матрёна

### Фильмография
- 1939 — Сын рыбака — Олга
- 1949 — Райнис
- 1955 — Весенние заморозки
- 1956 — После шторма
- 1958 — Повесть о латышском стрелке
- 1964 — До осени далеко
- 1969 — У богатой госпожи
- 1971 — Город под липами; Большой янтарь

## Награды и премии
- Орден Трудового Красного Знамени (03.01.1956)
- Народная артистка Латвийской ССР (1954)
- Сталинская премия третьей степени (1950) — за исполнение роли Ольги в спектакле «Сын рыбака» В. Т. Лациса на сцене ГАДТ Латвийской ССР имени А. М. Упита (1949)